# Premi Lumière 2007
La cerimonia di premiazione della 12ª edizione dei Premi Lumière si è svolta il 5 febbraio 2007 all'Espace Pierre Cardin di Parigi ed è stata presieduta da Isabelle Mergault.

## Vincitori
- Miglior film: Ne le dis à personne, regia di Guillaume Canet
- Miglior regista: Pascale Ferran - Lady Chatterley
- Migliore sceneggiatura: Olivier Lorelle e Rachid Bouchareb - Days of Glory (Indigènes)
- Miglior attrice: Marina Hands - Lady Chatterley
- Miglior attore: Gérard Depardieu - Quand j'étais chanteur
- Migliore promessa femminile: Mélanie Laurent - Je vais bien ne t'en fais pas
- Migliore promessa maschile: Julien Boisselier - Je vais bien ne t'en fais pas
- Miglior film francofono: Bamako, regia di Abderrahmane Sissako
- Premio del pubblico mondiale: Ne le dis à personne, regia di Guillaume Canet